# Diplopeltoides pulcher
Diplopeltoides pulcher (syn. Diplopeltula pulchra) is een rondwormensoort uit de familie van de Diplopeltidae. De wetenschappelijke naam van de soort is voor het eerst geldig gepubliceerd in 1992 door Vincx & Gourbault.